# Історії нашого життя
«Історії нашого життя» (англ. Stories of Our Lives) — документальний фільм-антологія 2014 року поставлений режисером Джимом Чучу. Світова прем'єра стрічки відбулася 5 вересня 2015 на Міжнародному кінофестивалі у Торонто. Фільм брав участь у низці міжнародних кінофестивалів, зокрема в конкурсі 65-го Берлінського кінофестивалю, де отримав Приз журі «Тедді» та в конкурсній програмі Сонячний зайчик 45-го Київського міжнародного кінофестивалю «Молодість» (2015) .

## Опис
Фільм складається з п'яти міні-драм — Спитай мене красиво, Пробіг, Асмен, Дует та Щоночі я мрію, — кожна з яких розповідає історію з життя ЛГБТ-людей у сучасній Кенії, де тема гомосексуальності і досі табуйована.
Члени міждисциплінарної мистецької групи The NEST Collective («Гніздо») провели декілька місяців подорожуючи Кенією та збираючи історії про молодих представників ЛГБТ-спільноти, їх досвід та життя в усе ще вкрай гомофобній країні. Узявши за основу безліч анонімних інтерв'ю, вони створили п'ять сценаріїв короткометражних фільмів, які мають на меті дати уявлення про нинішню ситуацію та проблеми цих сексуально маргіналізованих молодих людей.

## Актори
- Келлі Ґічогі
- Пол Оґола
- Тім Мутунґі
- Муґамбі Нтіґа
- Розе Ньєнґа

## Визнання
| Нагороди та номінації фільму «Історії нашого життя» | Нагороди та номінації фільму «Історії нашого життя»  | Нагороди та номінації фільму «Історії нашого життя» | Нагороди та номінації фільму «Історії нашого життя» | Нагороди та номінації фільму «Історії нашого життя» | Нагороди та номінації фільму «Історії нашого життя» |
| Рік                                                 | Кінофестиваль/кінопремія                             | Категорія/нагорода                                  | Номінант                                            | Результат                                           |                                                     |
| --------------------------------------------------- | ---------------------------------------------------- | --------------------------------------------------- | --------------------------------------------------- | --------------------------------------------------- | --------------------------------------------------- |
| 2015                                                | 65-й Берлінський кінофестиваль                       | Премія журі «Тедді»                                 | Джим Чучу                                           | Перемога                                            |                                                     |
| 2015                                                | 65-й Берлінський кінофестиваль                       | Приз глядацьких симпатій програми Панорама          | Історії нашого життя                                | 2-е місце                                           |                                                     |
| 2015                                                | Африканська кіноакадемія                             | Найкращий короткометражний фільм                    | Історії нашого життя                                | Номінація                                           |                                                     |
| 2015                                                | 45-й Київський міжнародний кінофестиваль «Молодість» | Сонячний зайчик                                     | Історії нашого життя                                | спеціальний диплом                                  |                                                     |